# لوئیس لومباردی
لوئیس لومباردی (به انگلیسی: Louis Lombardi) (زاده ۱۹۶۸) هنرپیشه آمریکایی است.

## اوایل دوران زندگی
لومباردی در برانکس، نیویورک زاده شد.
پدرش سرلوئیس لومباردی نام دارد.

## زندگی حرفه‌ای
از معروف‌ترین کارهای او می‌توان به بازی در سریال ۲۴ (۲۰۰۶-۲۰۰۵)، قاتلین مادرزاد، پلیس بورلی هیلز ۳ (۱۹۹۴)، حیوان (۲۰۰۱)، مرد عنکبوتی ۲ (۲۰۰۴)، ۳۰۰۰ مایل به گریسلند، شیطان وحشی و روح اشاره کرد.